# Île-d'Houat
Île-d'Houat är en kommun i departementet Morbihan i regionen Bretagne i nordvästra Frankrike. Kommunen ligger i kantonen Quiberon som tillhör arrondissementet Lorient. År 2022 hade Île-d'Houat 214 invånare.

## Befolkningsutveckling
Antalet invånare i kommunen Île-d'Houat
| Referens: INSEE |